# Tề Ngọc
Tề Ngọc (tiếng Trung giản thể: 齐玉, bính âm Hán ngữ: Qí Yù, sinh tháng 4 năm 1961, người Hán) là chính trị gia nước Cộng hòa Nhân dân Trung Hoa. Ông là Ủy viên Ủy ban Trung ương Đảng Cộng sản Trung Quốc khóa XX, hiện là Bí thư Đảng ủy Bộ Ngoại giao Trung Quốc kiêm Hiệu trưởng Trường Đảng của bộ, Ủy viên Ủy ban Thường vụ Nhân Đại Trung Quốc khóa XIII, Phó Chủ nhiệm Ủy ban Thẩm tra tư cách đại biểu Nhân Đại, Ủy viên Ủy ban Tư pháp và Giám sát Nhân Đại. Ông nguyên là Phó Bộ trưởng Bộ Tổ chức Trung ương Đảng Cộng sản Trung Quốc; Thường vụ Tỉnh ủy, Bộ trưởng Bộ Tổ chức Tỉnh ủy Cát Lâm; Thường vụ Tỉnh ủy, Bộ trưởng Bộ Tổ chức Tỉnh ủy Thanh Hải.
Tề Ngọc là đảng viên Đảng Cộng sản Trung Quốc, học vị Cử nhân Triết học, học hàm Phó Nhà nghiên cứu. Ông có sự nghiệp từng công tác tại nhiều địa phương, nhiều năm trong ngành tổ chức bộ máy xây dựng Đảng Cộng sản, tham gia lãnh đạo Bộ Ngoại giao nhưng chưa từng công tác ở ngành ngoại giao trước đó.

## Xuất thân và giáo dục
Tề Ngọc sinh tháng 4 năm 1961 tại huyện Ngô Khởi, nay thuộc địa cấp thị Diên An, tỉnh Thiểm Tây, Cộng hòa Nhân dân Trung Hoa. Ông lớn lên và tốt nghiệp phổ thông ở Ngô Khởi, sau đó trúng tuyển Học viện Pháp luật Tây Bắc (西北政法学院, nay là Đại học Pháp luật Tây Bắc), nhập học Khoa Triết học ở thủ phủ Tây An từ tháng 9 năm 1979. Trong quá trình học đại học, ông được kết nạp Đảng Cộng sản Trung Quốc vào tháng 12 năm 1982, rồi tốt nghiệp Cử nhân chuyên ngành Triết học vào tháng 7 năm 1983. Trong sự nghiệp, ông tham gia nghiên cứu sinh sau đại học tại Trường Đảng Trung ương Đảng Cộng sản Trung Quốc, có học hàm Phó Nhà nghiên cứu, tức cấp phó giáo sư.

## Sự nghiệp

### Các giai đoạn
Tháng 8 năm 1983, sau khi tốt nghiệp đại học, Tề Ngọc bắt đầu sự nghiệp của mình khi được tuyển dụng vào làm cán bộ thuộc Bộ Tổ chức, Tỉnh ủy Thiểm Tây. Một năm sau, từ 1984, ông được điều về công tác ở vùng nông thôn, bổ nhiệm làm Phó Hương trưởng chính phủ hương Thập Lý Phố (十里铺乡) thuộc quận Bá Kiều, thủ phủ Tây An. Hương này đã được nâng thành nhai đạo từ năm 1994, Tề Ngọc công tác ở đây trong thời gian ngắn giai đoạn 1984–86 rồi được điều trở lại Bộ Tổ chức Thiểm Tây. Năm 1991, ông được bổ nhiệm làm Điều tra nghiên cứu viên cấp phó xứ của Bộ Tổ chức tỉnh, và rời Thiểm Tây năm 1992, tới Bộ Tổ chức Trung ương Đảng Cộng sản Trung Quốc. Ở Bộ Trung Tổ, ông công tác ở Tạp chí nghiên cứu Xây dựng Đảng (党建研究), ban đầu là Phó Tổ trưởng Tổ biên tập thứ hai rồi Tổ trưởng Tổ biên tập thứ nhất từ 1995. Năm 1997, ông được thăng chức làm Phó Chủ biên tạp chí rồi Chủ biên từ 2001.
Năm 2003, Tề Ngọc được điều chuyển tới thủ phủ Thái Nguyên của tỉnh Sơn Tây, vào Ban Thường vụ thành ủy, nhậm chức Phó Bí thư Thành ủy Thái Nguyên. Đây là giai đoạn chuyển chức ngắn, một năm sau, ông trở lại Bộ Trung Tổ, được bổ nhiệm làm Sở trưởng Tạp chí nghiên cứu Xây dựng Đảng. Tháng 11 năm 2007, ông tiếp tục được điều về địa phương, tới tỉnh Thanh Hải, vào Ban Thường vụ Tỉnh ủy Thanh Hải, nhậm chức Bộ trưởng Bộ Tổ chức Tỉnh ủy, cấp phó tỉnh, bộ. Tháng 5 năm 2013, ông được chuyển đến vùng Đông Bắc Trung Quốc, Cát Lâm, vào Ban Thường vụ Tỉnh ủy Cát Lâm, nhậm chức Bộ trưởng Bộ Tổ chức Tỉnh ủy. Ngày 5 tháng 12 năm 2015, ông được bổ nhiệm làm Phó Bộ trưởng Bộ Tổ chức Trung ương Đảng Cộng sản Trung Quốc, lần thứ ba trở lại cơ quan này.

### Cấp bộ trưởng
Đầu năm 2018, Tề Ngọc ứng cử làm Đại biểu Đại hội đại biểu Nhân dân toàn quốc, trúng cử Đại biểu Nhân Đại Trung Quốc khóa XIII từ Thiên Tân vào ngày 24 tháng 2. Ngày 18 tháng 3 năm 2018, tại kỳ họp thứ nhất của Nhân Đại Trung Quốc, ông được bầu làm Ủy viên Ủy ban Thường vụ Đại hội Đại biểu Nhân dân Toàn quốc khóa XIII, Ủy viên Ủy ban Tư pháp và Giám sát Nhân Đại. Sau đó, ngày 27 tháng 4 cùng năm, ông được bổ nhiệm làm Phó Chủ nhiệm Ủy ban Thẩm tra tư cách đại biểu của Thường vụ Nhân Đại khóa XIII. Ngày 29 tháng 1 năm 2019, Ủy ban Trung ương quyết định điều chuyển Tề Ngọc tới Bộ Ngoại giao, nhậm chức Bí thư Đảng ủy Bộ Ngoại giao, cấp chính bộ, tỉnh, kiêm Hiệu trưởng Trường Đảng của bộ. Cuối năm 2022, ông tham gia Đại hội Đảng Cộng sản Trung Quốc lần thứ XX từ đoàn đại biểu khối cơ quan trung ương Đảng và Nhà nước. Trong quá trình bầu cử tại đại hội, ông được bầu là Ủy viên Ủy ban Trung ương Đảng Cộng sản Trung Quốc khóa XX.